# 쿠아미 아그보
쿠아미 아그보(프랑스어: Kuami Agboh, 1977년 12월 28일 ~ )는 토고의 전 축구 선수로, 포지션은 수비형 미드필더였다. 그는 2005년에서 2006년까지 토고 국가대표팀에서 5경기에 출전했다.

## 구단 경력
토고 체비에에서 태어난 아그보는 AJ 오세르 유소년 출신이다.
2004년 11월, 여름에 그르노블을 떠난 그는 리그 2의 브레스투아와 함께 계약을 했고, 2004년에는 노르웨이의 비킹과 함께 계약을 했다.
2005년 2월, 그는 알스벤스칸의 아뤼리스카와 함께 계약을 했다.
2007년 1월, 아그보는 베베런에서 핀란드의 클럽인 뮈파로 2년 계약을 맺었다.

## 국가대표팀 경력
아그보는 UEFA U-19 축구 선수권 대회에서 우승하고 1997년 FIFA 세계 청소년 축구 선수권 대회에 출전하면서 프랑스를 대표했다.
아그보는 2005년 11월 11일 파라과이와의 경기에서 성인 무대 데뷔 전을 치렀다. 그는 토고 국가대표팀의 일원이었고, 독일의 2006년 FIFA 월드컵에 차출되었다.

## 은퇴 이후
2009년부터 2013년까지 아그보는 전 클럽 AJ 오세르에서 코치로 일했다.
2013년 7월, 그는 하부 리그의 아포니에 입단했다.